# (37820) 1998 BL8
1998 BL8 (asteroide 37820) é um asteroide da cintura principal. Possui uma excentricidade de 0.21934680 e uma inclinação de 13.06907º.
Este asteroide foi descoberto no dia 25 de janeiro de 1998 por Takao Kobayashi em Oizumi.